# Blaue Sägeschwanzeidechse
Die Blaue Sägeschwanzeidechse (Holaspis guentheri), auch Bunte Sägeschwanzeidechse und Westliche Sägeschwanzeidechse genannt, ist eine kleine Eidechse die von West- (Sierra Leone) bis Ostafrika (Tansania) und südlich bis Angola vorkommt.

## Aussehen
Die spitzköpfige Eidechse wird insgesamt zwölf Zentimeter lang. Ihr Rücken ist schwarz und cremefarben längsgebändert, der Schwanz auf der Oberseite blau und mit schwarzen Querbändern versehen.

## Lebensweise
Die Blaue Sägeschwanzeidechse lebt in Wäldern und Buschland, vor allem auf Baumstämmen, geht jedoch auch auf den Erdboden. Sie ist tagaktiv, agil und bewegt sich sehr schnell. Durch die Abplattung des Körpers sind die Echsen fähig ein kurzes Stück durch die Luft zu gleiten. Blaue Sägeschwanzeidechsen ernähren sich von kleinen Gliederfüßern, wie Spinnen oder Fliegen. Sie legen zwei Eier unter Rindenstücken oder im Laub.